# Lijst van senatoren uit Oklahoma

Zegel van de staat Oklahoma

Dit is een lijst van de senatoren voor de Amerikaanse staat Oklahoma. De senatoren voor Oklahoma zijn ingedeeld als Klasse II en Klasse III. De twee huidige senatoren voor Oklahoma zijn: James Lankford senator sinds 2015 de (senior senator) en Markwayne Mullin senator sinds 2023 de (junior senator), beiden lid van de Republikeinse Partij.
Prominenten die hebben gediend als senator voor Oklahoma zijn onder anderen: Robert Latham Owen (prominent politicus), Fred Harris (prominent politicus), David Boren (prominent politicus), Tom Coburn (prominent politicus) en Jim Inhofe (prominent politicus).

## Klasse II
| Nr.    | Senator voor Oklahoma Senator from Oklahoma | Senator voor Oklahoma Senator from Oklahoma | Senator voor Oklahoma Senator from Oklahoma | Ambtstermijn     | Ambtstermijn     | Partij(en) | Verkiezing(en) |
| ------ | ------------------------------------------- | ------------------------------------------- | ------------------------------------------- | ---------------- | ---------------- | ---------- | -------------- |
| 1      |                                             | Robert Latham Owen                          | Robert Latham Owen (1856–1947)              | 10 december 1907 | 4 maart 1925     | D          | 1907           |
| 1      | 1913                                        | Robert Latham Owen                          | Robert Latham Owen (1856–1947)              | 10 december 1907 | 4 maart 1925     | D          |                |
| 1      | 1918                                        | Robert Latham Owen                          | Robert Latham Owen (1856–1947)              | 10 december 1907 | 4 maart 1925     | D          |                |
| 2      |                                             | William Pine                                | William Pine (1877–1942)                    | 4 maart 1925     | 4 maart 1931     | R          | 1924           |
| 3      |                                             | Thomas Gore                                 | Thomas Gore (1870–1949)                     | 4 maart 1931     | 3 januari 1937   | D          | 1930           |
| 4      |                                             | Joshua Lee                                  | Joshua Lee (1892–1967)                      | 3 januari 1937   | 3 januari 1943   | D          | 1936           |
| 5      |                                             | Edward Moore                                | Edward Moore (1871–1950)                    | 3 januari 1943   | 3 januari 1949   | R          | 1942           |
| 6      |                                             | Robert Kerr                                 | Robert Kerr (1896–1963)                     | 3 januari 1949   | 1 januari 1963   | D          | 1948           |
| 6      | 1954                                        | Robert Kerr                                 | Robert Kerr (1896–1963)                     | 3 januari 1949   | 1 januari 1963   | D          |                |
| 6      | 1960                                        | Robert Kerr                                 | Robert Kerr (1896–1963)                     | 3 januari 1949   | 1 januari 1963   | D          |                |
| Vacant |                                             |                                             |                                             |                  |                  |            |                |
| 7      |                                             | Howard Edmondson                            | Howard Edmondson (1925–1971)                | 7 januari 1963   | 3 november 1964  | D          |                |
| 8      |                                             | Fred Harris                                 | Fred Harris (1930–2024)                     | 3 november 1964  | 3 januari 1973   | D          | 1964           |
| 8      | 1966                                        | Fred Harris                                 | Fred Harris (1930–2024)                     | 3 november 1964  | 3 januari 1973   | D          |                |
| 9      |                                             | Dewey Bartlett                              | Dewey Bartlett (1919–1979)                  | 3 januari 1973   | 3 januari 1979   | R          | 1972           |
| 10     |                                             | David Boren                                 | David Boren (1941–2025)                     | 3 januari 1979   | 14 november 1994 | D          | 1978           |
| 10     | 1984                                        | David Boren                                 | David Boren (1941–2025)                     | 3 januari 1979   | 14 november 1994 | D          |                |
| 10     | 1990                                        | David Boren                                 | David Boren (1941–2025)                     | 3 januari 1979   | 14 november 1994 | D          |                |
| Vacant |                                             |                                             |                                             |                  |                  |            |                |
| 11     |                                             | Jim Inhofe                                  | Jim Inhofe (1934–2024)                      | 16 november 1994 | 3 januari 2023   | R          | 1994           |
| 11     | 1996                                        | Jim Inhofe                                  | Jim Inhofe (1934–2024)                      | 16 november 1994 | 3 januari 2023   | R          |                |
| 11     | 2002                                        | Jim Inhofe                                  | Jim Inhofe (1934–2024)                      | 16 november 1994 | 3 januari 2023   | R          |                |
| 11     | 2008                                        | Jim Inhofe                                  | Jim Inhofe (1934–2024)                      | 16 november 1994 | 3 januari 2023   | R          |                |
| 11     | 2014                                        | Jim Inhofe                                  | Jim Inhofe (1934–2024)                      | 16 november 1994 | 3 januari 2023   | R          |                |
| 11     | 2020                                        | Jim Inhofe                                  | Jim Inhofe (1934–2024)                      | 16 november 1994 | 3 januari 2023   | R          |                |
| 12     |                                             | Markwayne Mullin                            | Markwayne Mullin (1977)                     | 3 januari 2023   | heden            | R          | 2022           |

## Klasse III
| Nr. | Senator voor Oklahoma Senator from Oklahoma | Senator voor Oklahoma Senator from Oklahoma | Senator voor Oklahoma Senator from Oklahoma | Ambtstermijn     | Ambtstermijn   | Partij(en) | Verkiezing(en) |
| --- | ------------------------------------------- | ------------------------------------------- | ------------------------------------------- | ---------------- | -------------- | ---------- | -------------- |
| 1   |                                             | Thomas Gore                                 | Thomas Gore (1870–1949)                     | 10 december 1907 | 4 maart 1921   | D          | 1907           |
| 1   | 1909                                        | Thomas Gore                                 | Thomas Gore (1870–1949)                     | 10 december 1907 | 4 maart 1921   | D          |                |
| 1   | 1914                                        | Thomas Gore                                 | Thomas Gore (1870–1949)                     | 10 december 1907 | 4 maart 1921   | D          |                |
| 2   |                                             | John Harreld                                | John Harreld (1872–1950)                    | 4 maart 1921     | 4 maart 1927   | R          | 1920           |
| 3   |                                             | Elmer Thomas                                | Elmer Thomas (1876–1965)                    | 4 maart 1927     | 3 januari 1951 | D          | 1926           |
| 3   | 1932                                        | Elmer Thomas                                | Elmer Thomas (1876–1965)                    | 4 maart 1927     | 3 januari 1951 | D          |                |
| 3   | 1938                                        | Elmer Thomas                                | Elmer Thomas (1876–1965)                    | 4 maart 1927     | 3 januari 1951 | D          |                |
| 3   | 1944                                        | Elmer Thomas                                | Elmer Thomas (1876–1965)                    | 4 maart 1927     | 3 januari 1951 | D          |                |
| 4   |                                             | Mike Monroney                               | Mike Monroney (1902–1980)                   | 3 januari 1951   | 3 januari 1969 | D          | 1950           |
| 4   | 1956                                        | Mike Monroney                               | Mike Monroney (1902–1980)                   | 3 januari 1951   | 3 januari 1969 | D          |                |
| 4   | 1962                                        | Mike Monroney                               | Mike Monroney (1902–1980)                   | 3 januari 1951   | 3 januari 1969 | D          |                |
| 5   |                                             | Henry Bellmon                               | Henry Bellmon (1921–2009)                   | 3 januari 1969   | 3 januari 1981 | R          | 1968           |
| 5   | 1974                                        | Henry Bellmon                               | Henry Bellmon (1921–2009)                   | 3 januari 1969   | 3 januari 1981 | R          |                |
| 6   |                                             | Don Nickles                                 | Don Nickles (1948)                          | 3 januari 1981   | 3 januari 2005 | R          | 1980           |
| 6   | 1986                                        | Don Nickles                                 | Don Nickles (1948)                          | 3 januari 1981   | 3 januari 2005 | R          |                |
| 6   | 1992                                        | Don Nickles                                 | Don Nickles (1948)                          | 3 januari 1981   | 3 januari 2005 | R          |                |
| 6   | 1998                                        | Don Nickles                                 | Don Nickles (1948)                          | 3 januari 1981   | 3 januari 2005 | R          |                |
| 7   |                                             | Tom Coburn                                  | Tom Coburn (1948–2020)                      | 3 januari 2005   | 3 januari 2015 | R          | 2004           |
| 7   | 2010                                        | Tom Coburn                                  | Tom Coburn (1948–2020)                      | 3 januari 2005   | 3 januari 2015 | R          |                |
| 8   |                                             | James Lankford                              | James Lankford (1968)                       | 3 januari 2015   | heden          | R          | 2014           |
| 8   | 2016                                        | James Lankford                              | James Lankford (1968)                       | 3 januari 2015   | heden          | R          |                |
| 8   | 2022                                        | James Lankford                              | James Lankford (1968)                       | 3 januari 2015   | heden          | R          |                |

Alabama: Tuberville (R) · Britt (R)
Alaska: Murkowski (R) · Sullivan (R)
Arizona: Kelly (D) · Gallego (D)
Arkansas: Boozman (R) · Cotton (R)
Californië: Padilla (D) · Schiff (D)
Colorado: Bennet (D) · Hickenlooper (D)
Connecticut: Blumenthal (D) · Murphy (D)
Delaware: Coons (D) · Blunt Rochester (D)
Florida: R. Scott (R) · Moody (R)
Georgia: Ossoff (D) · Warnock (D)
Hawaï: Schatz (D) · Hirono (D)
Idaho: Crapo (R) · Risch (R)
Illinois: Durbin (D) · Duckworth (D)
Indiana: Young (R) · Banks (R)
Iowa: Grassley (R) · Ernst (R)
Kansas: Moran (R) · Marshall (R)
Kentucky: McConnell (R) · Paul (R)
Louisiana: Cassidy (R) · Kennedy (R)
Maine: Collins (R) · King (O)
Maryland: Van Hollen (D) · Alsobrooks (D)
Massachusetts: Warren (D) · Markey (D)
Michigan: Peters (D) · Slotkin (D)
Minnesota: Klobuchar (D) · Smith (D)
Mississippi: Wicker (R) · Hyde-Smith (R)
Missouri: Hawley (R) · Schmitt (R)
Montana: Daines (R) · Sheehy (R)
Nebraska: Fischer (R) · Ricketts (R)
Nevada: Cortez Masto (D) · Rosen (D)
New Hampshire: Shaheen (D) · Hassan (D)
New Jersey: Booker (D) · Kim (D)
New Mexico: Heinrich (D) · Luján (D)
New York: Schumer (D) · Gillibrand (D)
North Carolina: Tillis (R) · Budd (R)
North Dakota: Hoeven (R) · Cramer (R)
Ohio: Moreno (R) · Husted (R)
Oklahoma: Lankford (R) · Mullin (R)
Oregon: Wyden (D) · Merkley (D)
Pennsylvania: Fetterman (D) · McCormick (R)
Rhode Island: Reed (D) · Whitehouse (D)
South Carolina: Graham (R) · T. Scott (R)
South Dakota: Thune (R) · Rounds (R)
Tennessee: Blackburn (R) · Hagerty (R)
Texas: Cornyn (R) · Cruz (R)
Utah: Lee (R) · Curtis (R)
Vermont: Sanders (O) · Welch (D)
Virginia: Warner (D) · Kaine (D)
Washington: Murray (D) · Cantwell (D)
West Virginia: Moore Capito (R) · Justice (R)
Wisconsin: Johnson (R) · Baldwin (D)
Wyoming: Barrasso (R) · Lummis (R)
(D): Democraat · (R): Republikein · (O): Onafhankelijk